# Ischnochiton carolianus
Ischnochiton carolianus är en blötdjursart som beskrevs av Ferreira 1984. Ischnochiton carolianus ingår i släktet Ischnochiton och familjen Ischnochitonidae. Inga underarter finns listade i Catalogue of Life.